# 武藤祐太
武藤 祐太（むとう ゆうた、1989年6月14日 - ）は、埼玉県入間郡毛呂山町出身の元プロ野球選手（投手）。右投右打。

## 経歴

### プロ入り前
実家は米穀店を経営している。強豪校からの誘いを断り、公立校である飯能南高へ進学。1年からエースとなりチームを引っ張るも、3年夏は5回戦で敗退し甲子園出場は叶わなかった。
高校卒業後は、Hondaに入団。
2010年のドラフト会議で中日ドラゴンズから3位指名を受け入団。背番号は「25」。

### 中日時代

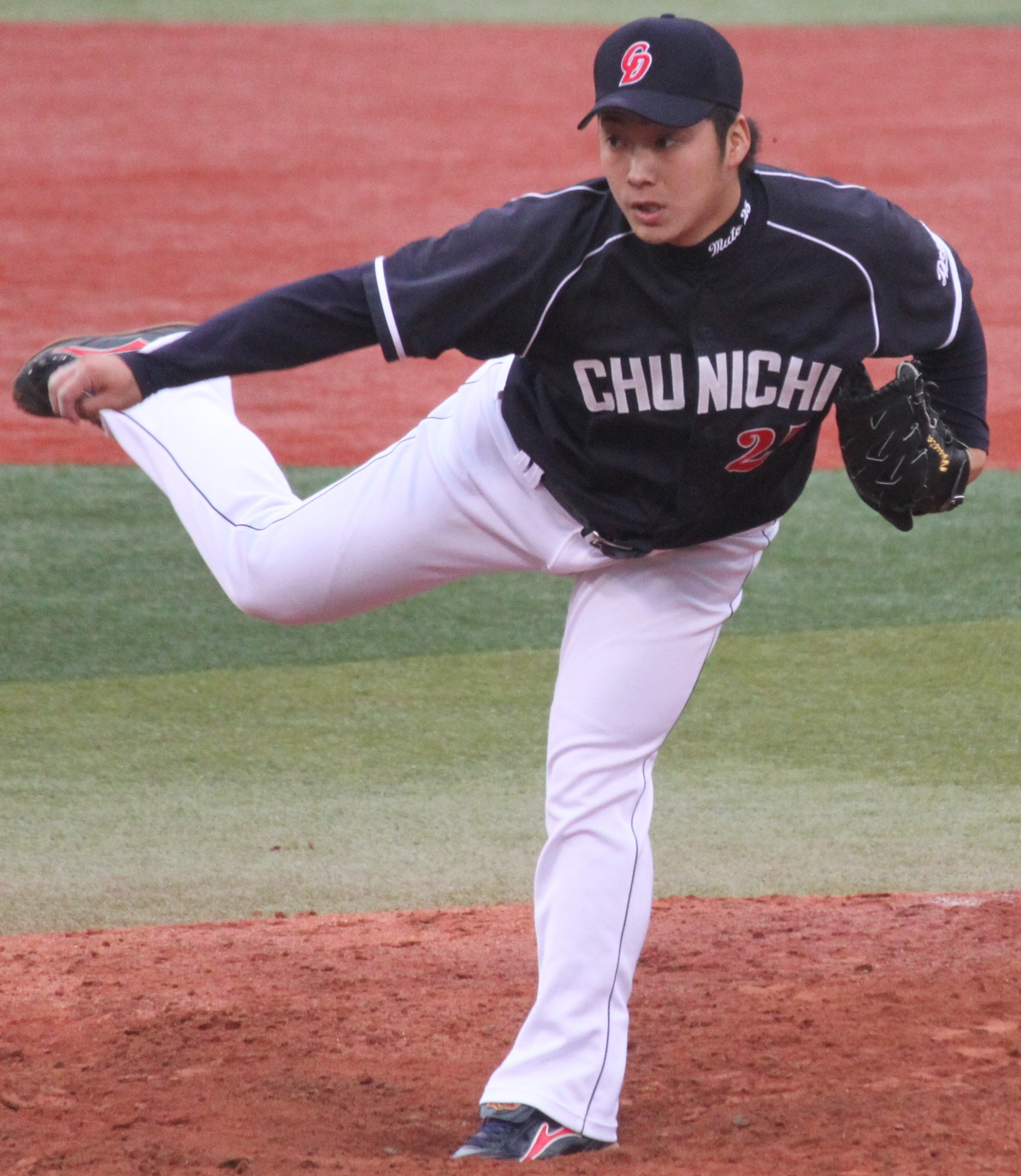
中日時代 2013年4月21日 横浜スタジアムにて

2011年は中継ぎで7試合に登板した。
2012年5月27日、ソフトバンク戦（ナゴヤドーム）でリリーフ登板し初勝利を挙げた。その後もロングリリーフを主として33試合に登板した。
2013年は開幕を一軍で迎えた。相次ぐリリーフ陣の離脱、不振により岡田俊哉、田島慎二らと共にフル回転の働きでブルペンを支えた。しかし起用法が安定しなかったこともあり、6月に調子を落として、一度二軍に降格したが8月には復帰し、最終的に自己最多の58試合に登板した。全体的には、前年と比べると安定感に欠け、制球難で自滅する場面が多かった。
2014年も開幕で一軍を迎えた。3月29日の広島東洋カープ戦で初登板したが、1イニングを投げ、3被安打2四球、3失点と結果を出せず、3月31日に即刻一軍登録を抹消された。4月27日に再び一軍登録されたが、5月10日の広島戦で2イニングを4被安打1四球、3失点の乱調で、翌日の5月11日に再び登録を抹消された。8月27日に一軍復帰。復帰後も結果は残せなかったが、9月16日の横浜DeNAベイスターズ戦でプロ初先発を果たし、6回を無失点に抑え、初勝利した。
2015年6月9日に交流戦の千葉ロッテマリーンズ戦において救援登板し、球団通算5000勝試合の勝利投手となった。
2016年は二軍ではチーム2位タイの35試合に登板したが、一軍では4試合のみの登板に終わった。
2017年は二軍で28試合の登板で防御率4.40と芳しくなく、一軍での登板がないまま10月3日に球団から翌年の契約を結ばないと通告された。NPBでの現役続行を希望し、11月15日にMAZDA Zoom-Zoom スタジアム広島で開かれた12球団合同トライアウトの参加の申し込みをしたが、当日は欠席した。

### DeNA時代
2017年11月20日、横浜DeNAベイスターズが元楽天の中川大志とともに武藤の獲得を発表。11月24日、背番号は「58」と発表された。
2018年は主に敗戦処理として20試合に登板。4ホールドを記録したが安定感を欠き、防御率は6点台だった。
2019年はビハインドを中心にロングリリーフやセットアッパーなど、リリーフとして幅広い役割をこなした。成績は31試合の登板で3ホールド・防御率3.32だった。
2020年8月10日の対阪神戦で移籍後初先発を果たす等、ビハインドを中心に計21試合に登板した。前年と代わって結果を残せず、防御率は自己最低の7点台に終わった。
2021年は中日時代の2017年以来4年ぶりに一軍登板なしに終わり、10月5日に戦力外通告を受けた。15日に現役引退を表明。23日に古巣・中日ドラゴンズ戦（横浜スタジアム）で、引退試合が行われた。自身は9回表先頭に登板。髙松渡に対し、全球ストレート勝負で空振り三振を奪い降板。試合後は引退セレモニーが行われた。DeNAの同僚に加え、中日時代の同僚・大野雄大、田島慎二、岩瀬仁紀、チームマスコットのドアラからも惜別のビデオメッセージを受けた。最後は関係者やファンに感謝を伝えた。

### 現役引退後
現役引退後は横浜市内の不動産会社に営業職として勤務している。最初は電車・バスの乗り方、パソコンの電源の入れ方から覚えた。

## 選手としての特徴・人物
最速150km/hのストレートと、シュート・スライダー・フォークを駆使する。
中日時代はシュートとスライダーを軸に配球を組み立てていた。2017年に戦力外になった際、フォークの落差を向上させたことで、DeNAでは投球の幅を広げている。

## 詳細情報

### 年度別投手成績
| 年 度      | 球 団      | 登 板 | 先 発 | 完 投 | 完 封 | 無 四 球 | 勝 利 | 敗 戦 | セ 丨 ブ | ホ 丨 ル ド | 勝 率 | 打 者 | 投 球 回 | 被 安 打 | 被 本 塁 打 | 与 四 球 | 敬 遠 | 与 死 球 | 奪 三 振 | 暴 投 | ボ 丨 ク | 失 点 | 自 責 点 | 防 御 率 | W H I P |
| ---------- | ---------- | ----- | ----- | ----- | ----- | -------- | ----- | ----- | -------- | ----------- | ----- | ----- | -------- | -------- | ----------- | -------- | ----- | -------- | -------- | ----- | -------- | ----- | -------- | -------- | ------- |
| 2011       | 中日       | 7     | 0     | 0     | 0     | 0        | 0     | 0     | 0        | 0           | ----  | 37    | 8.2      | 9        | 2           | 3        | 0     | 0        | 7        | 0     | 0        | 4     | 4        | 4.15     | 1.38    |
| 2012       | 中日       | 33    | 0     | 0     | 0     | 0        | 4     | 0     | 0        | 3           | 1.000 | 167   | 41.2     | 33       | 1           | 10       | 2     | 1        | 31       | 2     | 1        | 15    | 14       | 3.02     | 1.03    |
| 2013       | 中日       | 58    | 0     | 0     | 0     | 0        | 2     | 2     | 0        | 10          | .500  | 306   | 70       | 70       | 7           | 29       | 0     | 1        | 50       | 2     | 0        | 33    | 29       | 3.73     | 1.41    |
| 2014       | 中日       | 15    | 1     | 0     | 0     | 0        | 1     | 1     | 0        | 1           | .500  | 101   | 25       | 18       | 2           | 9        | 0     | 2        | 18       | 0     | 0        | 10    | 10       | 3.60     | 1.08    |
| 2015       | 中日       | 8     | 5     | 0     | 0     | 0        | 2     | 3     | 0        | 0           | .400  | 120   | 27.1     | 31       | 2           | 12       | 0     | 0        | 10       | 2     | 0        | 14    | 12       | 3.95     | 1.57    |
| 2016       | 中日       | 4     | 0     | 0     | 0     | 0        | 0     | 0     | 0        | 0           | ----  | 28    | 5.1      | 9        | 0           | 3        | 0     | 0        | 3        | 0     | 0        | 3     | 2        | 3.38     | 2.25    |
| 2018       | DeNA       | 20    | 0     | 0     | 0     | 0        | 0     | 0     | 0        | 4           | ----  | 101   | 23.2     | 20       | 4           | 12       | 1     | 2        | 15       | 1     | 0        | 17    | 17       | 6.46     | 1.35    |
| 2019       | DeNA       | 31    | 0     | 0     | 0     | 0        | 1     | 2     | 0        | 3           | .333  | 159   | 38.0     | 31       | 4           | 18       | 6     | 1        | 28       | 1     | 0        | 17    | 14       | 3.32     | 1.29    |
| 2020       | DeNA       | 21    | 3     | 0     | 0     | 0        | 0     | 1     | 0        | 0           | .000  | 154   | 31.1     | 42       | 3           | 18       | 6     | 1        | 22       | 1     | 0        | 29    | 26       | 7.47     | 1.91    |
| 2021       | DeNA       | 1     | 0     | 0     | 0     | 0        | 0     | 0     | 0        | 0           | ----  | 1     | 0.1      | 0        | 0           | 0        | 0     | 0        | 1        | 0     | 0        | 0     | 0        | 0.00     | 0.00    |
| 通算：10年 | 通算：10年 | 198   | 9     | 0     | 0     | 0        | 10    | 9     | 0        | 21          | .526  | 1174  | 271.1    | 263      | 25          | 114      | 15    | 8        | 185      | 9     | 1        | 142   | 128      | 4.25     | 1.39    |

### 記録
初記録
- 初登板：2011年6月29日、対横浜ベイスターズ8回戦（横浜スタジアム）、7回裏に3番手で救援登板、1回1失点
- 初奪三振：2011年7月9日、対横浜ベイスターズ11回戦（ナゴヤドーム）、8回表に村田修一から見逃し三振
- 初勝利：2012年5月27日、対福岡ソフトバンクホークス1回戦（ナゴヤドーム）、5回表に2番手で救援登板、2回無失点
- 初ホールド：2012年8月12日、対横浜DeNAベイスターズ13回戦（松本市野球場）、6回裏1死に3番手で救援登板、2/3回無失点
- 初先発登板・初先発勝利：2014年9月16日、対横浜DeNAベイスターズ21回戦（横浜スタジアム）、5回3被安打無失点

その他の記録
- 3者連続3球三振：2014年9月10日、対広島東洋カープ22回戦（MAZDA Zoom-Zoom スタジアム広島）、6回裏に田中広輔・石原慶幸・鈴木誠也から ※史上16人目（セ・リーグ11人目）

### 背番号
- 25（2011年 - 2017年）
- 58（2018年 - 2021年）

### 登場曲
- 「真夏のオリオン」MINMI（2011年 - 2012年）
- 「Follow Me」AK-69（2013年 - ）